# كاغذي (كوير آران)
کاغذي (بالفارسية: کاغذی) هي قرية تقع في إيران في Kavir Rural District. يقدر عدد سكانها بـ 1,490 نسمة .